# Drăsliceni
Drăsliceni es una comuna y pueblo de la República de Moldavia ubicada en el distrito de Criuleni.
En 2004 la comuna tiene una población de 3029 habitantes, de los cuales 2989 son étnicamente moldavos-rumanos y 23 rusos. La comuna comprende los siguientes pueblos:
- Drăsliceni (pueblo), 1607 habitantes;
- Logăneşti, 196 habitantes;
- Ratuş, 1226 habitantes.

Se ubica en la periferia septentrional de la capital nacional Chisináu, entre las carreteras M2 y M14. Limita con el territorio de la capital nacional y con el distrito de Strășeni.